# Ephesus
Ephesus (/ˈɛfəsəs/; tiếng Hy Lạp: Ἔφεσος Ephesos; tiếng Thổ Nhĩ Kỳ: Efes), còn được phiên âm tiếng Việt là Êphêsô hoặc Ê-phê-sô, là một thành phố của Hy Lạp cổ đại trên vùng duyên hải Ionia, cách huyện Selçuk, tỉnh İzmir, Thổ Nhĩ Kỳ ngày nay 3 km về phía tây nam. Ephesus được xây dựng từ thế kỷ thứ 10 trước Công Nguyên trên nơi là thủ đô của vương quốc Arzawa cũ  bởi người Hy Lạp thuộc các bộ tộc ở vùng Attica và Ionia. Trong thời Hy Lạp cổ điển, đây là một trong 12 thành phố của Liên bang Ionia. Thành phố trở nên thịnh vượng sau khi thuộc quyền kiểm soát của Cộng hòa La mã trong năm 129 trước Công nguyên. Theo ước lượng, Ephesus có dân số từ 33.600 tới 56.000 người trong thời Cộng hòa La Mã, và là thành phố lớn thứ ba của vùng Tiểu Á thuộc La Mã, sau 2 thành phố Sardis và Alexandria Troas.
Thành phố này nổi tiếng vì có Đền Artemis (hoàn thành khoảng năm 550 trước Công nguyên), một trong số Bảy kỳ quan thế giới cổ đại. Năm 268 sau Công nguyên, ngôi đền này đã bị phá hủy hoặc hư hại nặng trong cuộc tấn công của những người Goth. Đền này có thể đã được xây dựng lại hoặc sửa chữa, nhưng điều này không chắc chắn, vì lịch sử sau đó của nó không được rõ ràng.
Hoàng đế Constantinus Đại đế đã xây dựng lại phần lớn thành phố và dựng lên các nhà tắm công cộng mới. Theo sắc chỉ Thessalonica của hoàng đế Theodosius I, thì những gì còn lại của ngôi đền đã bị phá hủy trong năm 401 sau Công nguyên bởi một đám đông do thánh Gioan Kim Khẩu lãnh đạo. Thành phố này đã bị phá hủy một phần bởi cuộc động đất năm 614 sau Công nguyên. Tầm quan trọng của thành phố như một trung tâm thương mại đã bị tàn tạ vì hải cảng đã dần dần bị phù sa của sông Cayster (tiếng Thổ Nhĩ Kỳ: Küçük Menderes) bồi lên làm nghẽn.
Ephesus là một trong bảy giáo hội Tiểu Á được nêu trong Sách Khải Huyền. Phúc âm Gioan có thể đã được viết tại đây. Thành phố đã là nơi diễn ra nhiều Công đồng Kitô giáo ở thế kỷ thứ 5 (xem Công đồng Ephesus). Ephesus cũng là nơi có một sân lớn dành cho các đấu sĩ. Các phế tích của Ephesus là một điểm thu hút nhiều khách du lịch trong và ngoài nước, một phần do ở gần Sân bay quốc tế Adnan Menderes.

## Lịch sử

### Thời đại đồ đá mới
Khu vực xung quanh Ephesus đã có người cư ngụ trong thời đại đồ đá mới (khoảng 6.000 năm trước Công nguyên), như đã được tiết lộ bởi các cuộc khai quật ở gần höyük (gò khảo cổ nhân tạo) Arvalya và Cukurici.

### Thời đại đồ đồng
Các cuộc khảo cổ trong những năm gần đây đã khai quật các khu định cư từ đầu thời đại đồ đồng ở đồi Ayasuluk. Theo các nguồn của dân tộc Hittites thì thủ đô của Vương quốc Arzawa (một nhà nước độc lập khác ở Tây và Nam Tiểu Á) là Apasa (hoặc Abasa). Một số học giả cho rằng đây là Ephesus của Hy Lạp sau này.
Năm 1954, một nghĩa địa từ thời kỳ Mycenae (1.500-1.400 năm trước Công nguyên) với những chậu gốm được phát hiện gần phế tích của vương cung thánh đường Thánh Gioan. Đây là thời kỳ Mycenae bành trướng khi người Achaean (tức người Hy Lạp, như họ được Homer gọi như vậy) định cư ở vùng Tiểu Á trong thế kỷ 14 và 13 trước Công nguyên. Các học giả tin rằng Ephesus được thành lập trên nơi định cư Apasa (hoặc Abasa), một thành phố ở thời đại đồ đồng được các nguồn ngôn ngữ Hittite ghi nhận trong thế kỷ 14 trước Công nguyên, dưới sự cai trị của người Ahhiyawan, rất có thể là tên của người Achaean được sử dụng trong nguồn Hittite.

### Thời kỳ người nhập cư Hy Lạp

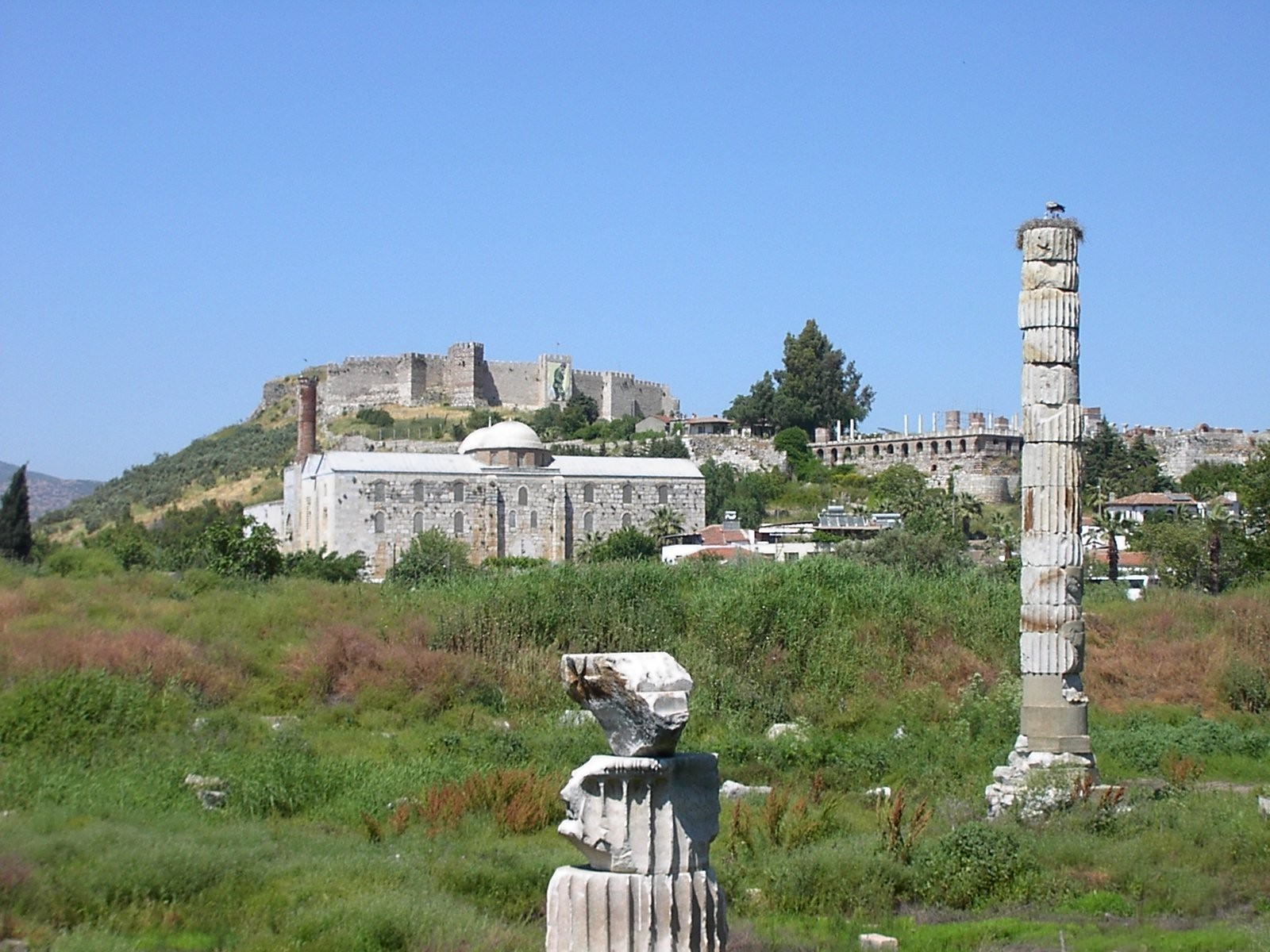
Di tích Đền thờ Artemis, phía sau Nhà thờ Hồi giáo Isabey, Nhà thờ Thánh Gioan Tông đồ và Thành Selçuk ở thành phố Selçuk, gần Ephesus.

Ephesus được thành lập như là một thuộc địa của người Ionia vùng Attic trong thế kỷ 10 trước Công nguyên trên đồi Ayasuluk, cách trung tâm Ephesus cổ 3 km (như đã được chứng thực bởi các cuộc khai quật tại lâu đài của triều đại Seljuq trong thập niên 1990). Nhân vật huyền thoại sáng lập thành phố là một hoàng tử của Athena tên là Androklos, người đã phải rời khỏi đất nước của mình sau cái chết của người cha, vua Kadros. Androklos đã đuổi hầu hết các cư dân bản địa người Carian và Leleges ra khỏi thành phố và hợp nhất người dân của mình với phần còn lại. Ông là một chiến binh thành công, và với cương vị một ông vua, đã có thể tham gia Liên minh Ionia gồm 12 thành phố vùng Ionia. Trong triều đại của ông thành phố bắt đầu phát triển thịnh vượng. Ông qua đời trong một trận chiến chống lại người Carian khi ông đến trợ giúp thành phố Priene, một thành phố khác trong Liên minh Ionia. Androklos và con chó của ông được mô tả ở bức hoành phi trong đền thờ Hadrianus ở Ephesus, có niên đại từ thế kỷ thứ 2. Sau đó, các nhà sử học Hy Lạp như Pausanias, Strabo, nhà thơ Kallinos, và nhà sử học Herodotos lại quy việc thiết lập có tính huyền thoại của thành phố này cho Ephos, nữ hoàng của các chiến binh Amazon.
Nữ thần Hy Lạp Artemis và nữ thần lớn của vùng Tiểu Á Kybele đều được xác định là Artemis của Ephesus. "Lady of Ephesus" có nhiều vú - đồng nhất hóa với Artemis - được tôn kính trong Đền Artemis, một trong bảy kỳ quan thế giới cổ đại và theo Pausanias là tòa nhà lớn nhất của thế giới cổ đại. Pausanias cho rằng ngôi đền được xây dựng bởi Ephesus, con trai của thần sông Caystrus trước khi người Ionia tới. Hiện nay kiến trúc này, chẳng còn lại dấu vết gì.

### Thời cổ

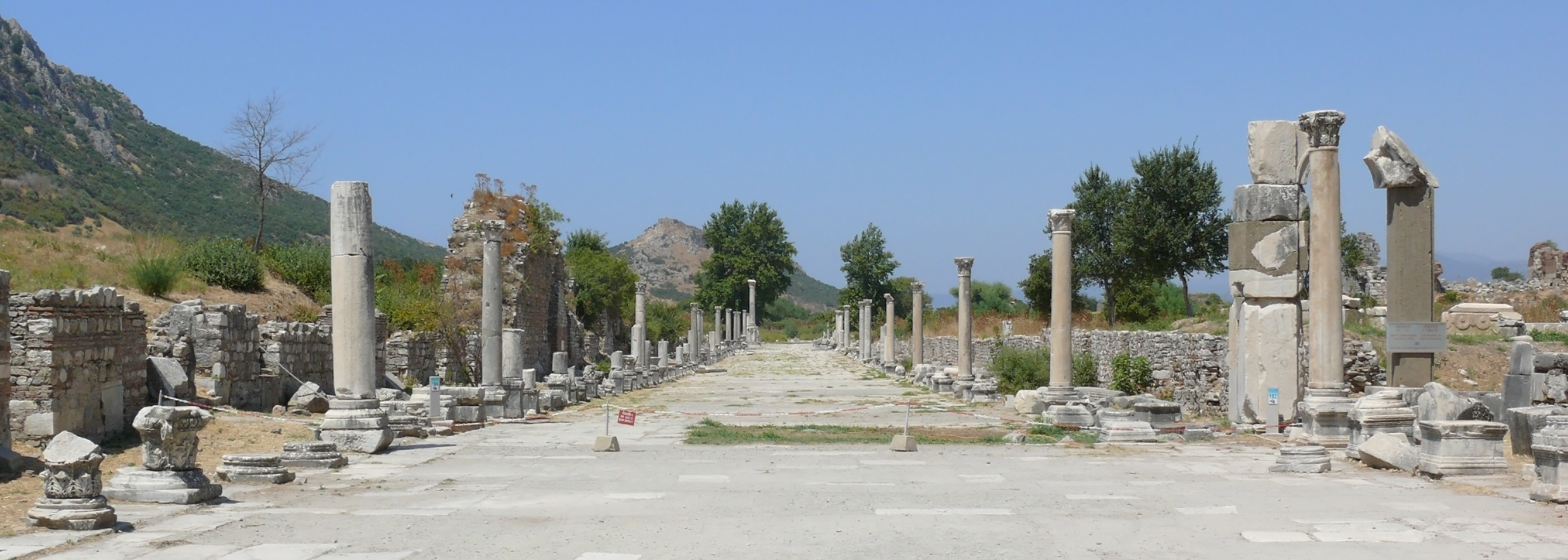
Cảnh đường phố ở những cuộc khai quật khảo cổ tại Ephesus.

Khoảng năm 650 trước Công nguyên, Ephesus bị những người Kimmerian tấn công và tàn phá bình địa, kể cả đền Artemis.
Sau khi người Kimmerian bị đuổi đi, thành phố được cai trị bởi một loạt các bạo chúa. Rồi sau một cuộc nổi dậy của nhân dân, Ephesus được cai trị bởi một hội đồng gọi là Kuretes. Thành phố lại trở nên thịnh vượng, sản sinh một số nhân vật lịch sử quan trọng, chẳng hạn như nhà thơ thể loại bi thương Callinus, nhà thơ thể loại Iambus Hipponax, triết gia Heraclitus, đại họa sĩ Parrhasius, nhà ngữ pháp học Zenodotos, các thầy thuốc Soranus và Rufus.

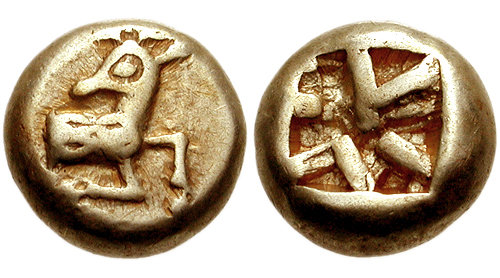
Tiền kim loại bằng hợp kim electrum của Ephesus năm 620-600 trước Công nguyên.Mặt phải: Phần thân trước của con nai đực.Mặt trái: Dụng cụ rập dấu hình vuông.

Khoảng năm 560 trước Công nguyên, Ephesus bị những người xứ Lydia dưới sự lãnh đạo của vua Kroisos chinh phục. Kroisos cai trị hà khắc, nhưng đối xử tôn trọng với dân Ephesus, và thậm chí còn là người góp công chủ yếu vào việc tái thiết đền Artemis. Chữ ký của ông ta đã được tìm thấy trên đế của một trong các cột của ngôi đền (nay được trưng bày trong viện Bảo tàng Anh). Kroisos tập hợp (synoikismos) cư dân từ các khu định cư khác nhau chung quanh Ephesus trong vùng lân cận của Đền Artemis, mở rộng thành phố này.
Cuối thế kỷ đó, người Lydia dưới quyền Kroisos xâm lăng Ba Tư. Các người Ionia từ chối một lời đề nghị hòa bình từ Cyrus Đại đế, thay vào đó họ đứng về phía người Lydia. Sau khi người Ba Tư đánh bại Kroisos, các người Ionia đề nghị giảng hòa nhưng Cyrus Đại Đế nhất quyết đòi họ phải đầu hàng và khu vực này trở thành một phần của đế quốc Ba Tư. Họ đã bị đánh bại bởi Harpagos, người chỉ huy quân đội Ba Tư trong năm 547 trước Công nguyên. Sau đó người Ba Tư sáp nhập các thành phố của Hy Lạp ở vùng Tiểu Á vào đế quốc của nhà Achaemenes. Những thành phố này sau đó được cai trị bởi các satrap 
Ephesus đã thu hút sự tò mò của các nhà khảo cổ bởi vì đối với thời Cổ không có vị trí nhất định cho nơi định cư. Có rất nhiều nơi cho thấy sự dịch chuyển của một khu định cư giữa thời đại đồ đồng và thời kỳ La Mã, nhưng sự bồi bùn cát lên ở những hải cảng tự nhiên cũng như sự dịch chuyển của sông Cayster có nghĩa là vị trí của một nơi định cư không hề ở nguyên một chỗ.

### Thời cổ điển
Ephesus tiếp tục thịnh vượng. Nhưng khi thuế tiếp tục tăng cao dưới thời Cambyses II và Darius, thì người dân Ephesus đã tham gia cuộc nổi dậy của người Ionia chống lại sự cai trị của Ba Tư trong trận Ephesus, một biến cố đã gây nên các cuộc chiến tranh Hy Lạp-Ba Tư. Năm 479 trước Công nguyên, các người Ionia, cùng với người Athena, đã có khả năng đuổi người Ba Tư khỏi các vùng bờ biển của Tiểu Á. Năm 478 trước Công nguyên, các thành phố của Ionia cùng với Athena lập thành Liên minh Delos chống lại người Ba Tư. Ephesus đã không đóng góp tàu bè nhưng đã hỗ trợ tài chính cho Liên minh này.
Trong cuộc Chiến tranh Peloponnesus, ban đầu Ephesus liên minh với Athena nhưng sau đó đã về phe Sparta – phe này cũng đã nhận được sự hỗ trợ của người Ba Tư - trong cuộc chiến được gọi là "chiến tranh Decelean" (hoặc "chiến tranh Ionia"). Kết quả là, việc cai trị trong các thành phố của Ionia đã bị nhượng lại cho Ba Tư một lần nữa.
Những cuộc chiến tranh này đã không ảnh hưởng nhiều đến cuộc sống hàng ngày ở Ephesus. Thật đáng ngạc nhiên là những người Ephesus khá hiện đại trong quan hệ xã hội của họ. Họ cho những người lạ hội nhập. Giáo dục được quý chuộng. Thông qua sự sùng bái nữ thần Artemis, thành phố cũng đã trở thành một cái nôi của nữ quyền. Ephesus thậm chí đã có các nữ nghệ sĩ.
Theo truyền thuyết, năm 356 trước Công nguyên, đền Artemis bị một người điên tên là Herostratus đốt cháy. Cư dân Ephesus đã gần như lập tức xây dựng lại ngôi đền, và thậm chí còn lên kế hoạch xây một đền lớn hơn và nguy nga hơn đền cũ.

### Thời cổ Hy Lạp

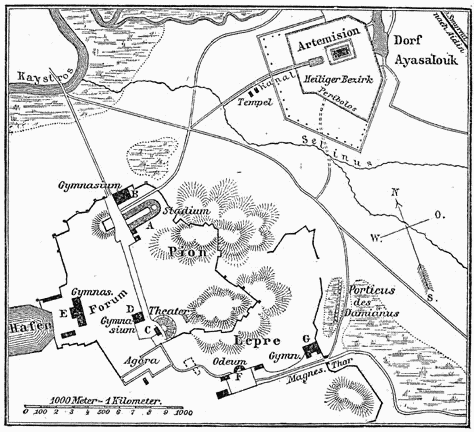
Bản đồ lịch sử của Ephesus, từ sách Meyers Konversationslexikon, 1888

Khi Alexandros Đại đế đánh bại các lực lượng Ba Tư tại Trận Granicus năm 334 trước Công nguyên, các thành phố Hy Lạp của vùng Tiểu Á được giải phóng. Bạo chúa Syrpax thân Ba Tư và gia đình bị ném đá đến chết, và Alexandros đã được chào đón nồng nhiệt khi ông đi vào Ephesus trong chiến thắng. Khi Alexandros thấy rằng ngôi đền Artemis vẫn chưa hoàn tất, ông đã đề nghị tài trợ cho việc xây dựng và muốn được ghi tên mình trên mặt tiền của ngôi đền. Nhưng các cư dân của Ephesus ngần ngại, cho rằng việc một vị thần xây một đền thờ cho vị thần khác là không phù hợp. Sau khi Alexandros Đại đế qua đời năm 323 trước Công nguyên thì Ephesus được đặt dưới sự cai trị của Lysimachos - một trong những vị tướng của Alexandros Đại đế - từ năm 290 trước Công nguyên.
Vì sông Cayster (tiếng Hy Lạp: Κάϋστρος) đã bồi phù sa làm nghẽn bến cảng, dẫn đến việc các đầm lầy gây ra bệnh sốt rét và nhiều người bị chết. Người dân Ephesus buộc phải di chuyển đến một nơi định cư mới cách đó 2 km, khi nhà vua làm cho thành phố cổ bị ngập lụt bằng cách chặn hệ thống cống rãnh. Nơi định cư mới này được chính thức gọi là Arsinoea (tiếng Hy Lạp cổ: Ἀρσινόεια hoặc Ἀρσινοΐα) theo tên người vợ thứ hai của nhà vua, Arsinoe II của Ai Cập. Sau khi Lysimachos đã phá hủy các thành phố lân cận Lebedos và Colophon trong năm 292 trước Công nguyên, ông ta chuyển cư dân của 2 thành phố này tới thành phố mới.
Dân Ephesus đã nổi dậy sau cái chết của Agathocles (con của Lysimachos), tạo cho vua Hy Lạp của Syria và Lưỡng Hà Seleukos I Nikator một cơ hội để loại bỏ và giết chết Lysimachos, đối thủ cuối cùng của ông ta, trong Trận Corupedium năm 281 trước Công nguyên. Sau cái chết của Lysimachos thành phố lại được đặt tên là Ephesus.
Do đó Ephesus đã trở thành một phần của vương quốc Seleukos. Sau cái chết của vua Antiochos II Theos và bà vợ người Ai Cập, thì pharaon Ptolemaios III Euergetes xâm lược vương quốc Seleukos và hạm đội Ai Cập càn quét bờ biển Tiểu Á. Ephesus bị đặt dưới sự cai trị của Ai Cập từ năm 263 tới 197 trước Công nguyên.
Khi Antiochos III Đại đế của vương quốc Seleukos đã cố gắng đoạt lại các thành phố Hy Lạp ở vùng Tiểu Á, ông đã xung đột với Cộng hòa La Mã. Sau một loạt các trận đánh, ông bị đánh bại bởi Lucius Cornelius Scipio Asiaticus tại trận Magnesia trong năm 190 trước Công nguyên. Kết quả là Ephesus bị đặt dưới sự cai trị của vua Eumenes II (197-133 trước Công nguyên) thuộc nhà Attalos của xứ Pergamum. Khi người cháu trai Attalos III của ông ta chết mà không có con trai nối dõi, ông để lại vương quốc của mình cho Cộng hòa La Mã.

### Thời La Mã

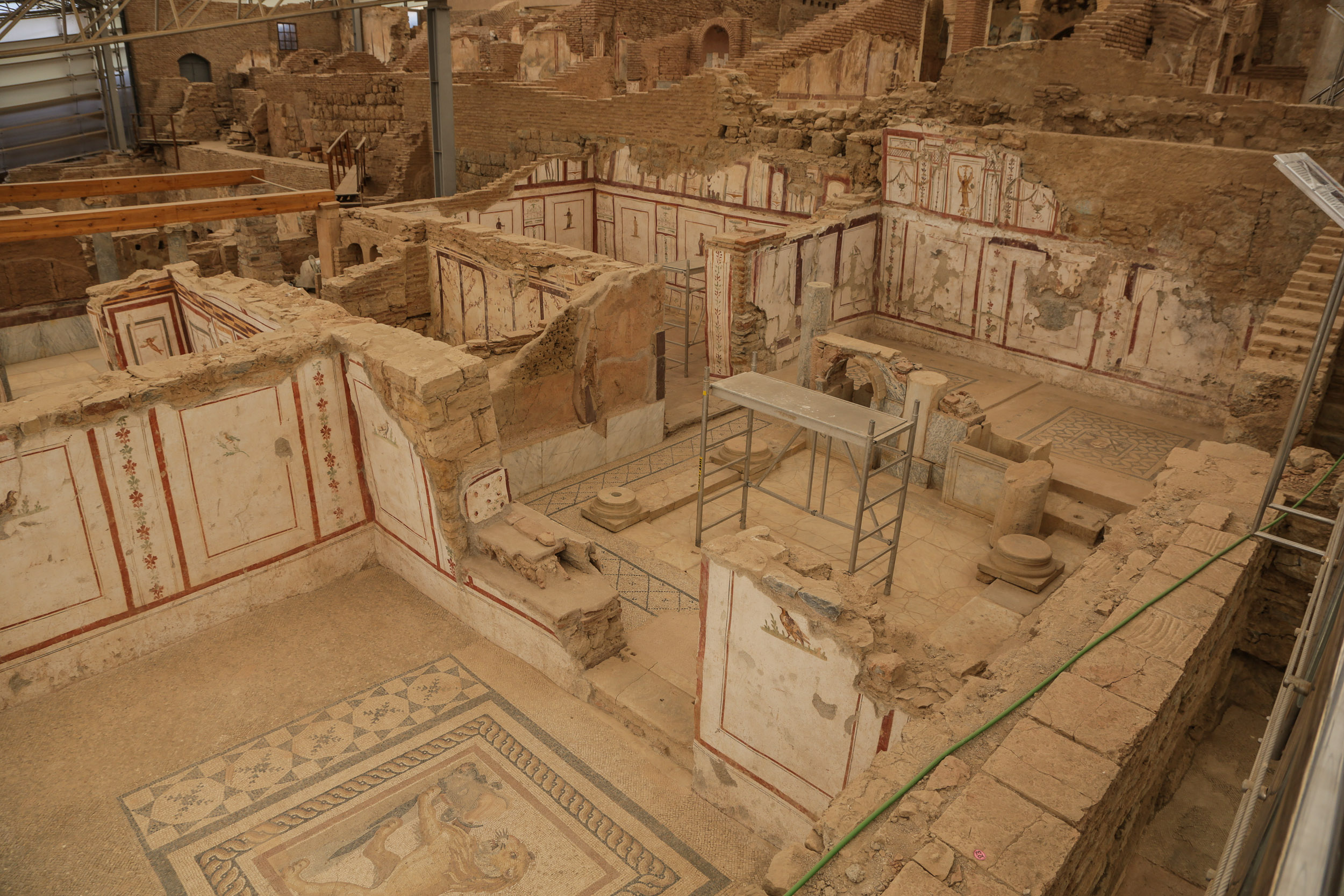
Các nhà tại khu bậc thang ở Ephesus, chỉ ra cuộc sống sung túc của người dân dưới thời La Mã.

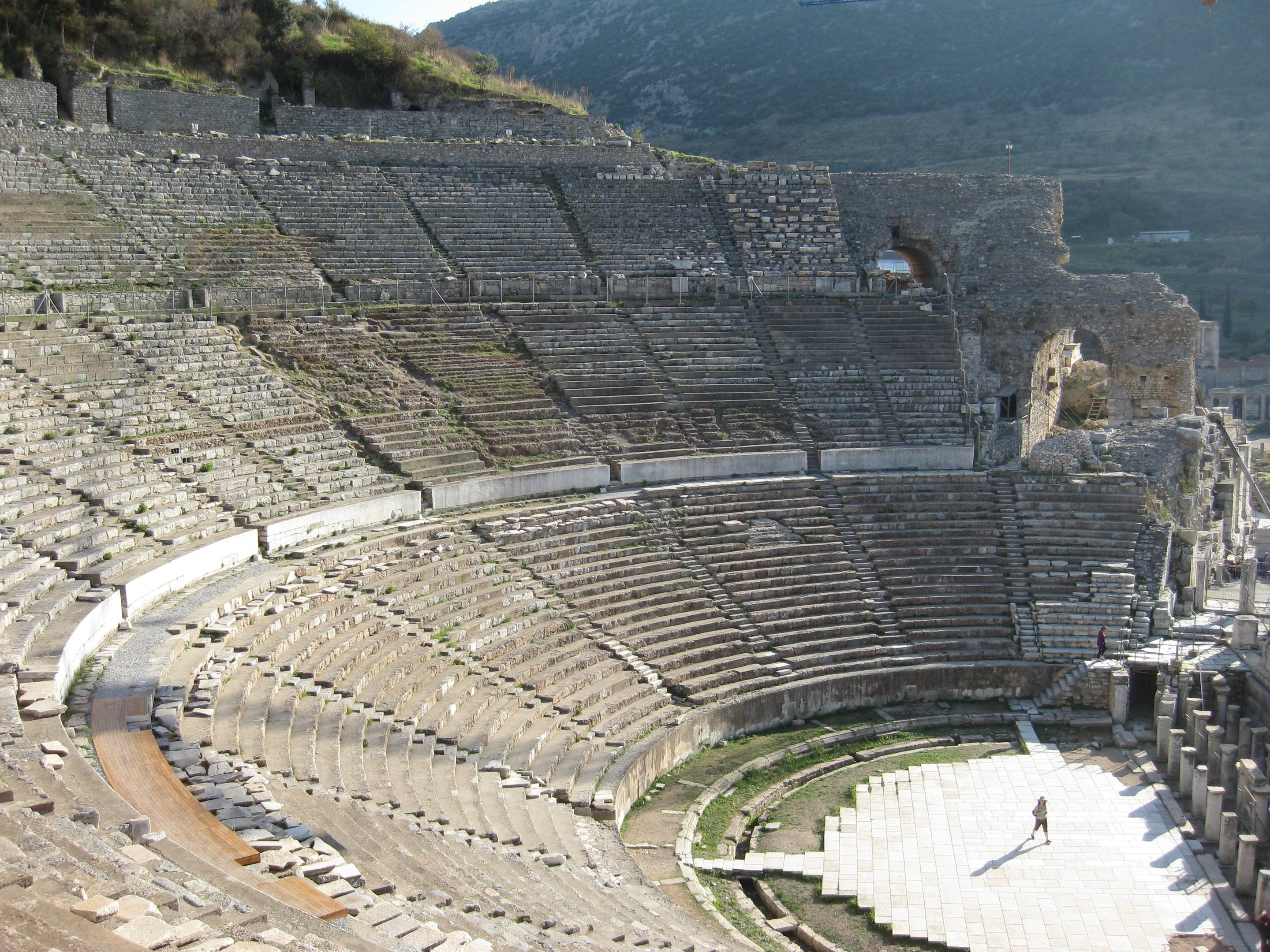
Nhà hát ở Ephesus.

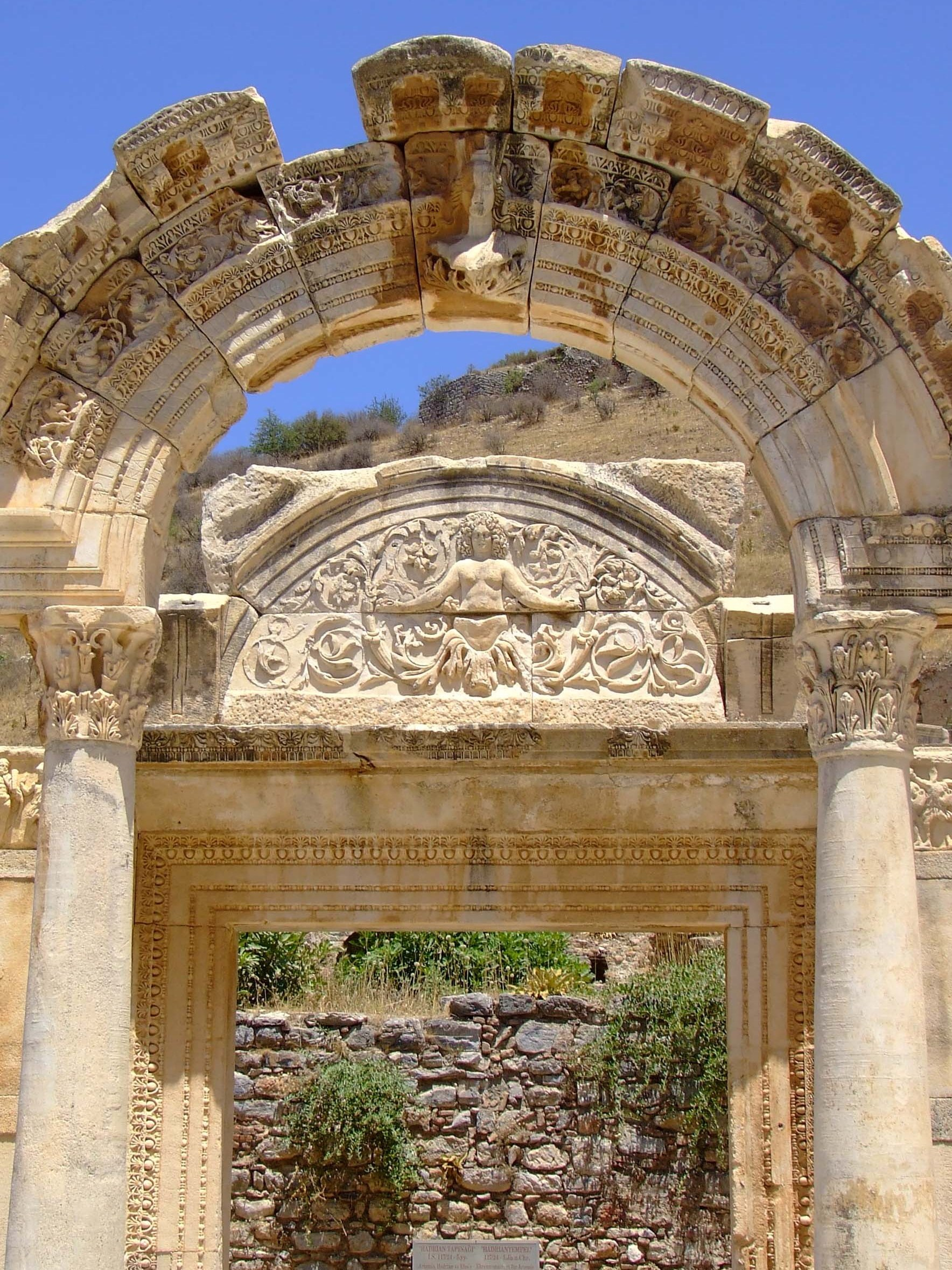
Đền Hadrian.

Ephesus, một lãnh thổ theo truyền thống vốn thuộc về Hy Lạp, đã trở thành vùng phụ thuộc của Cộng hòa La Mã. Thành phố cảm thấy ngay ảnh hưởng của La Mã. Thuế má tăng đáng kể, và những kho tàng của thành phố đều bị lấy đi một cách có hệ thống. Năm 88 trước Công nguyên, Ephesus hoan nghênh Archelaus, một viên tướng của Mithradates VI của Pontos, vua xứ Pontos, khi ông ta chinh phục châu Á (tên người La Mã gọi vùng tây Tiểu Á).
Việc này dẫn đến Asiatic Vespers, cuộc tàn sát 80.000 công dân La Mã hoặc mọi người nói giọng Latin ở Tiểu Á, trong đó nhiều người đã sống ở Ephesus. Nhưng khi họ thấy người dân Chios bị Zenobius - một viên tướng của Mithridates VI - đối xử tệ bạc như thế nào, họ đã từ chối gia nhập vào quân đội của ông ta. Zenobius được mời vào thành phố để thăm viếng Philopoemen – (cha của Monime, người vợ được yêu thích của Mithridates VI) – và là đốc công ở Ephesus. Vì dân chúng không trông đợi điều gì tốt ở Zenobius, nên họ đã quẳng ông ta vào nhà giam rồi giết ông ta. Mithridates VI đã trả thù bằng những sự trừng phạt khủng khiếp. Tuy nhiên, các thành phố Hy Lạp đã được tự do và có được một số quyền lợi đáng kể. Ephesus đã được tự quản trong một thời gian ngắn. Khi Mithridates VI bị quan chấp chính La Mã Lucius Cornelius Sulla đánh bại ở chiến tranh Mithridatic lần thứ nhất thì Ephesus trở lại dưới sự cai trị của La Mã từ năm 86 trước Công nguyên. Sulla áp đặt một khoản bồi thường lớn với 5 năm truy thu tiền thuế, khiến cho các thành phố vùng Tiểu Á này bị nợ nần chồng chất trong một thời gian dài.
Khi Augustus trở thành hoàng đế năm 27 trước Công nguyên, ông ta nâng Ephesus lên thành thủ phủ của tỉnh tỉnh châu Á (bao gồm miền tây của vùng Tiểu Á) thay vì Pergamum. Ephesus từ đó bước vào kỷ nguyên của sự thịnh vượng, vừa trở thành trụ sở của thống đốc lẫn trung tâm thương mại lớn. Theo Strabo, Ephesus có tầm quan trọng thứ nhì, chỉ sau Rome.
Cho đến gần đây, dân cư Ephesus trong thời La Mã được ước tính lên đến 225.000 người. Nhiều học giả gần đây coi những ước tính này là không thực tế. Một ước tính lớn như vậy đòi hỏi mật độ dân số chỉ có thể có trong thời hiện đại, hoặc ở nơi định cư rộng rãi bên ngoài các bức tường thành phố. Điều này sẽ không thể có ở Ephesus vì nơi dây có các dãy núi, bờ biển và các mỏ đá bao quanh thành phố.

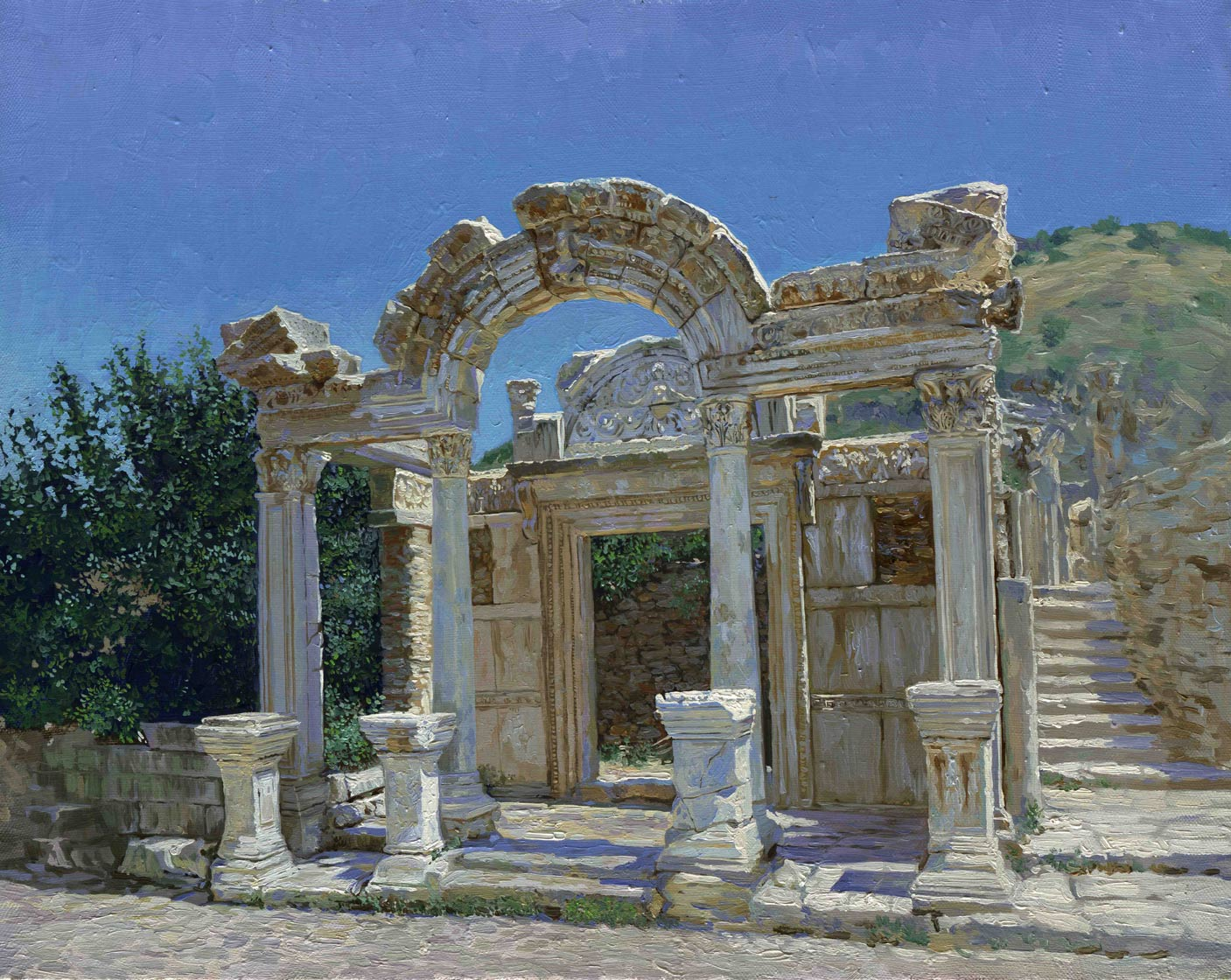
Phế tích đền Hadrian, hình của nghệ sĩ Simon Kozhin.

Các bức tường do Lysimachos cho xây bao quanh một khu vực được ước tính là rộng 415 hecta. Tuy nhiên, không phải tất cả khu vực này đều có người cư ngụ vì trong đó có các sườn dốc của núi Bulbul Dagh. Ước tính gần đây nhất cho rằng khu vực Ephesus trong thời La Mã rộng nhất cũng chỉ có 224 hec-ta. Con số này bao gồm cả các khu vực không có người ở như đường giao thông, khu vực công cộng. Nếu mật độ dân số thực tế là 150 hoặc 250 người cho mỗi hec-ta thì dân số Ephesus chỉ có thể từ 33.600 đến 56.000 người. Nhưng ngay cả với những ước lượng dân số thấp hơn nhiều, thì Ephesus vẫn là một trong những thành phố lớn nhất của Tiểu Á trong thời kỳ La Mã, chỉ sau các thành phố Sardis và Alexandria Troas.
Thành phố rất nổi tiếng với đền Artemis (Diana),, thư viện Celsus, và nhà hát lộ thiên có khả năng chứa tới 25.000 khán giả. Nhà hát lộ thiên này ban đầu được sử dụng để diễn kịch, nhưng trong thời La Mã cũng được sử dụng để tổ chức các cuộc đấu của đấu sĩ, với những bằng chứng khảo cổ đầu tiên là một nghĩa trang đấu sĩ tìm thấy trong tháng 5 năm 2007. Cư dân của Ephesus cũng có nhiều phòng tắm phức hợp lớn, được xây dựng tại các địa điểm khác nhau khi thành phố dưới sự cai trị của người La Mã. Thành phố đã có một trong những hệ thống cống dẫn nước tiên tiến nhất trong thế giới cổ đại, với nhiều cống dẫn nước có kích cỡ khác nhau để cung cấp nước cho các khu vực khác nhau của thành phố, trong đó có 4 cống dẫn nước chính. Đã có nhiều máy xay vận hành bằng nước, một trong số đó đã được xác định là một máy cưa đá cẩm thạch.
Thành phố và đền thờ Artemis đã bị phá hủy bởi người Goths trong năm 263 sau Công nguyên. Biến cố này đã đánh dấu sự suy giảm vẻ huy hoàng của thành phố.

### Thời đế quốc Byzantine (395–1308)
Hoàng đế Constantinus Đại đế đã xây dựng lại phần lớn thành phố và dựng lên một phòng tắm công cộng mới. Trong thế kỷ thứ 5 và thứ 6 sau Công nguyên, Ephesus vẫn là thành phố quan trọng nhất của đế quốc Byzantine ở châu Á sau thành phố Constantinopolis. Hoàng đế Flavius Arcadius nâng cao đường phố giữa nhà hát và bến cảng. "Vương cung thánh đường Thánh Gioan" đã được xây dựng trong triều đại của hoàng đế Justinian I trong thế kỷ thứ 6.
Năm 614 sau Công nguyên, thành phố một lần nữa bị phá hủy một phần bởi một trận động đất.
Tầm quan trọng của thành phố như trung tâm thương mại bị suy tàn vì bến cảng đã dần dần bị sông Cayster bồi bùn cát phù sa lên (nay là sông Küçük Menderes) mặc dù có các cuộc nạo vét lặp đi lặp lại trong lịch sử của thành phố. (ngày nay, bến cảng ăn sâu vào nội địa 5 km). Sự mất bến cảng khiến cho Ephesus không có lối thông ra biển Aegea, ảnh hưởng nghiêm trọng đối với thương mại. Người dân bắt đầu rời khỏi vùng đất thấp của thành phố lên cư ngụ ở các ngọn đồi chung quanh. Những mảng tàn tích của các ngôi đền đã được sử dụng làm các khối xây dựng cho những ngôi nhà mới. Các tác phẩm điêu khắc bằng đá cẩm thạch được xay thành bột để làm vôi cho thạch cao.
Những cuộc xâm nhập cướp phá bởi người Ả Rập do khalip Muawiyah I lãnh đạo đầu tiên trong năm 654-655, và sau đó trong các năm 700 và 716 đã làm cho Ephesus càng suy sụp nhanh hơn.
Khi người Thổ Nhĩ Kỳ thuộc triều đại Seljuk chinh phục Ephesus năm 1090, thì Ephesus chỉ còn là một ngôi làng nhỏ. Đế quốc Byzantine chiếm lại quyền kiểm soát Ephesus trong năm 1097 và đổi tên thành phố là "Hagios Theologos". Họ tiếp tục kiểm soát khu vực cho đến năm 1308. Các quân Thập tự chinh đi qua đây đã rất ngạc nhiên vì chỉ có một ngôi làng nhỏ, được gọi là "Ayasalouk", thay vì một thành phố nhộn nhịp với một hải cảng lớn như họ trông đợi. Ngay cả đền thờ Artemis cũng đã hoàn toàn bị người dân địa phương lãng quên. Quân Thập Tự chinh của cuộc Thập tự chinh thứ hai đã chiến đấu với quân của nhà Seljuk trong Trận Ephesus (1147) ngay bên ngoài thành phố trong tháng 12 năm 1147.

### Thời Thổ Nhĩ Kỳ

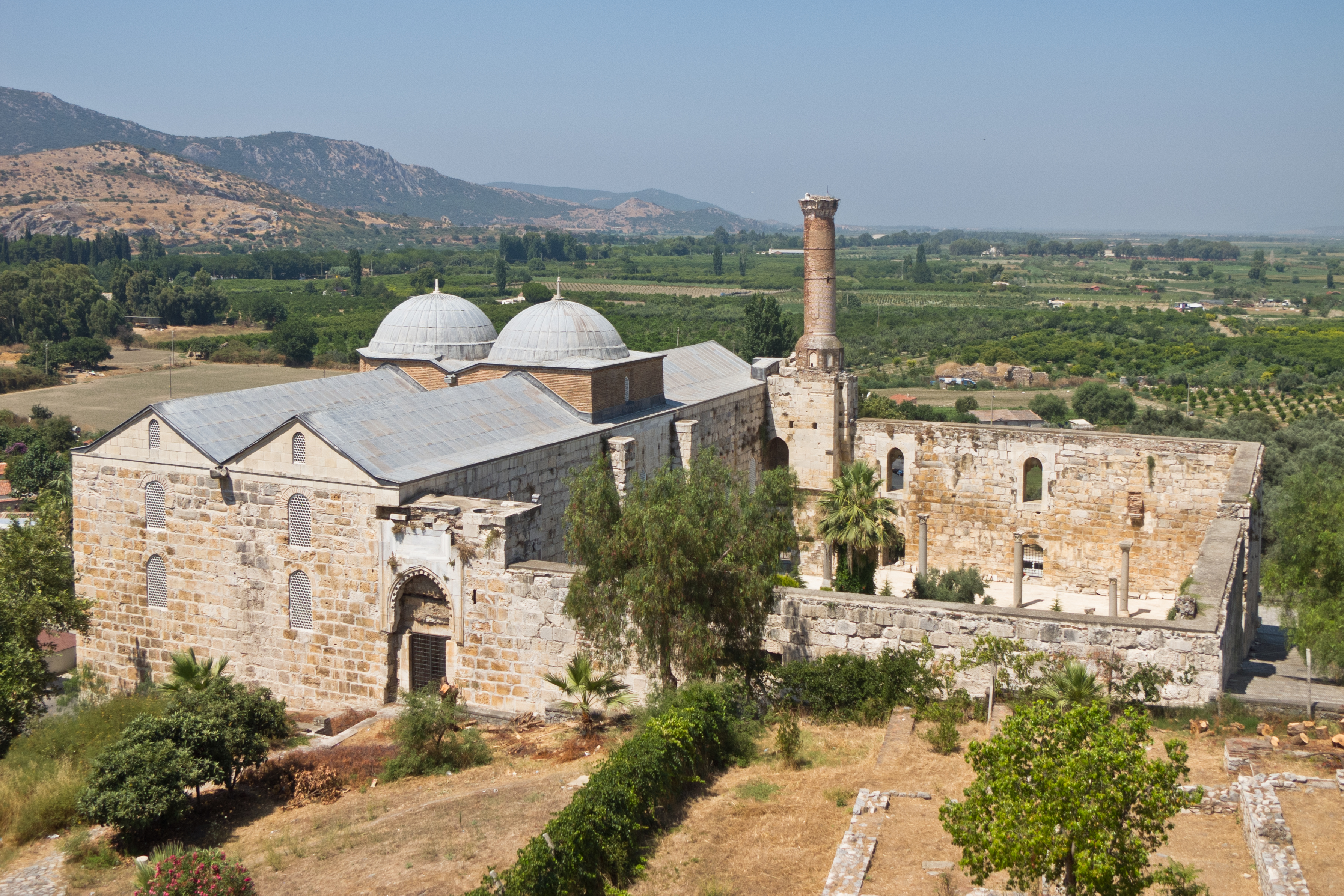
Thánh đường Hồi giáo İsa Bey được xây dựng trong các năm 1374–1375, là một trong những công trình lâu đời nhất và ấn tượng nhất của nghệ thuật kiến trúc còn lại từ các công quốc Anatolia.

Thành phố đầu hàng Sasa Bey - một lãnh chúa Thổ Nhĩ Kỳ của công quốc Menteşe (1260–1424) - ngày 24.10.1304. Dù vậy, trái với các điều khoản của sự đầu hàng, người Thổ Nhĩ Kỳ đã cướp phá Vương cung thánh đường thánh Gioan và trục xuất hầu hết người dân địa phương khi nghe tin sẽ nổ ra một cuộc nổi dậy. Trong những biến cố này nhiều người dân còn lại đã bị tàn sát.
Ngay sau đó, Ephesus đã được nhượng lại cho công quốc Aydinid và công quốc này đã đưa một lực lượng hải quân mạnh tới đóng ở hải cảng Ayasuluğ (ngày nay là Selçuk, bên cạnh Ephesus). Ayasuluğ đã trở thành một hải cảng quan trọng, để từ đây lực lượng hải quân tổ chức các cuộc tấn công vào những khu vực chung quanh.
Thành phố lại có một thời kỳ hưng thịnh ngắn trong thế kỷ 14 dưới sự cai trị của các triều đại Seljuq mới. Họ đã xây dựng thêm các công trình kiến trúc quan trọng như Thánh đường Hồi giáo Isa Bey, các nhà trọ có sân rộng (caravansaries) và các nhà tắm Thổ Nhĩ Kỳ (hamam).
Thành phố đã được sáp nhập như là chư hầu vào Đế quốc Ottoman lần đầu tiên năm 1390. Lãnh chúa vùng Trung Á Tamerlane đánh bại người Ottoman ở Anatolia năm 1402, và vua Ottoman Bayezid I đã qua đời trong khi bị giam cầm. Khu vực này đã được khôi phục lại thành công quốc Anatolia. Sau một thời kỳ bất ổn, khu vực này một lần nữa được sáp nhập vào Đế quốc Ottoman năm 1425.
Ephesus cuối cùng đã hoàn toàn bị bỏ rơi trong thế kỷ 15. Thị trấn lân cận Ayasuluğ được đổi tên thành Selçuk năm 1914.

## Ephesus và Kitô giáo

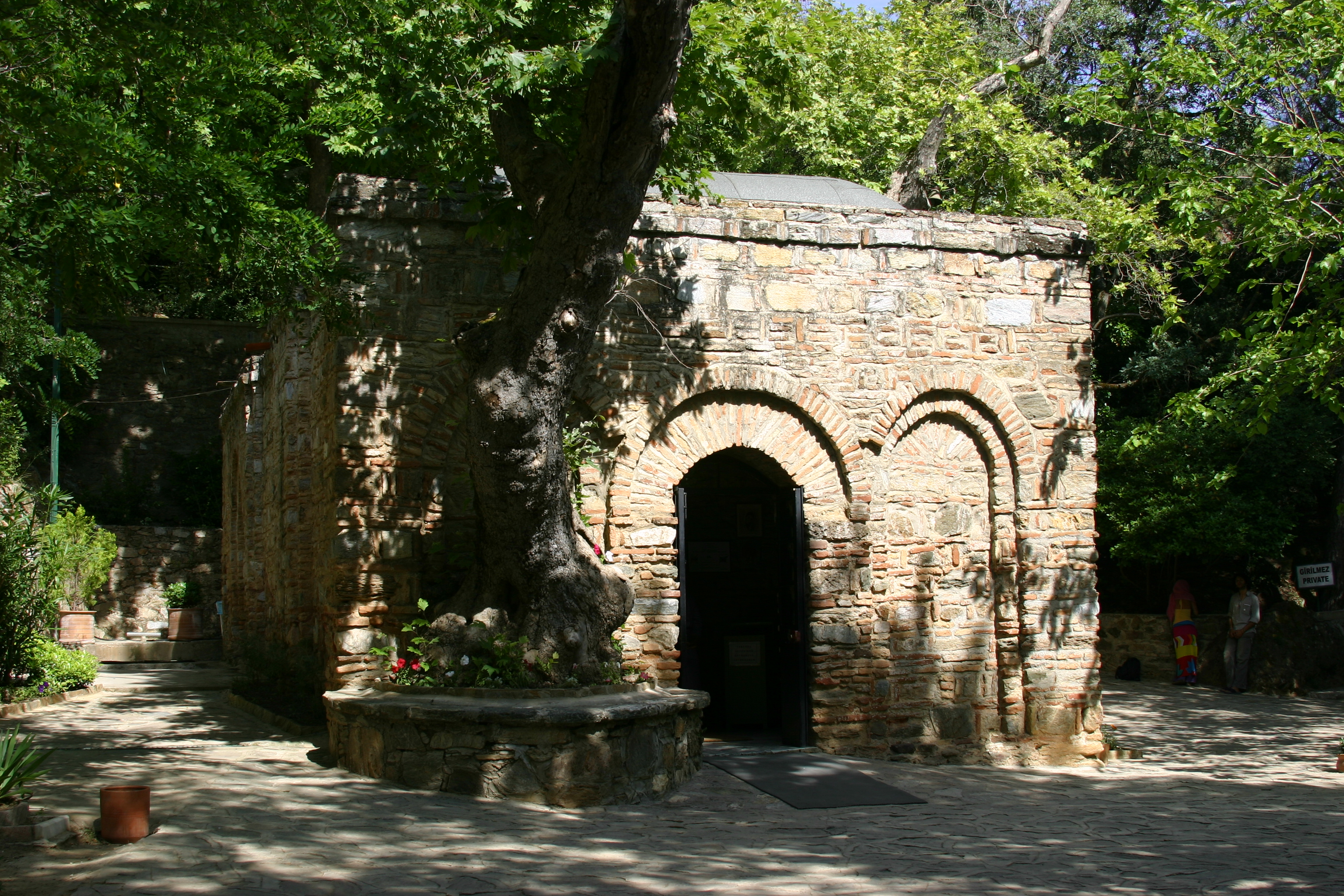
Nhà Đức Trinh nữ Maria

Ephesus là một trung tâm quan trọng đối với Kitô giáo thời sơ khai từ những năm 50 sau Công nguyên. Từ năm 52-54 sau Công nguyên, sứ đồ Phaolô đã sống ở Ephesus, làm việc với các giáo đoàn và dường như đã tổ chức hoạt động truyền giáo vào sâu vùng nội địa. Ông bị lôi kéo vào một vụ tranh cãi với các nghệ nhân, những người có sinh kế phụ thuộc vào việc bán các tượng nữ thần Artemis trong Đền Artemis (sách Công vụ Tông đồ 19:23-41). Giữa năm 53 và năm 57 sau Công nguyên, ông đã viết Thư thứ nhất gửi tín hữu Côrintô từ Ephesus (có thể từ "tháp Phaolô" gần bến cảng, nơi ông bị giam cầm trong một thời gian ngắn). Sau đó Phaolô đã viết Thư gửi tín hữu Êphêsô trong khi ông bị cầm tù ở Rome (khoảng năm 62 sau Công nguyên).
Tỉnh châu Á của La Mã (tức vùng Tiểu Á) có liên quan với thánh Gioan, Tông đồ Thánh sử - một trong những tông đồ trưởng - và Phúc âm thánh Gioan có thể đã được viết ở Ephesus. Ephesus là một trong "bảy giáo hội châu Á" được đề cập tới trong Sách Khải Huyền (Khải Huyền 2.: 1-7), Giáo hội Ephesus được cho là khá mạnh.
Một truyền thuyết, lần đầu tiên được đề cập bởi Epiphanius của Salamis trong thế kỷ thứ 4 sau Công nguyên, cho rằng Đức Maria có thể đã sống những năm cuối đời ở Ephesus. Truyền thuyết bắt nguồn từ luận cứ về việc thánh Gioan Tông đồ có mặt ở thành phố này, và những lời trăn trối của chúa Giêsu khi bị đóng đinh trên thập giá đã gửi gấm Mẹ Maria cho Gioan chăm sóc sau khi Ngài qua đời. Tuy nhiên, Epiphanius đã tinh ý chỉ ra rằng, trong Kinh Thánh nói Gioan Tông đồ đã di chuyển sang châu Á, nhưng đã không nói rằng Đức Maria đi cùng Gioan. Sau đó, ông nói rằng Đức Maria được chôn cất tại Jerusalem Từ thế kỷ thứ 19 - theo truyền thuyết Công gìáo dựa trên những thị kiến của nữ tu sĩ Anne Catherine Emmerich – thì ở khu vực gần Ephesus cách thị trấn Selçuk khoảng 7 km, có một ngôi nhà bằng đá bị hư hỏng được cho là ngôi nhà mà thánh Gioan Tông đồ đã xây cho Đức Maria cư ngụ những năm cuối đời gọi là Nhà Đức Trinh nữ Maria. Ngôi nhà này là nơi thường được các tín hữu Công giáo tới hành hương, và đã từng được 3 vị giáo hoàng tới thăm trong những năm gần đây.
Nhà thờ Đức Bà gần bến cảng Ephesus từng là nơi diễn ra Công đồng Êphêsô trong năm 431, mà kết quả là việc lên án Nestorius. Một "Công đồng Êphêsô thứ hai" được tổ chức năm 449, nhưng các kết luận gây tranh cãi của Công đồng này không bao giờ được Giáo hội Công giáo chấp thuận. Công đồng này đã bị những người chống đối gọi là Công đồng Êphêsô kẻ cướp.

## Những di tích

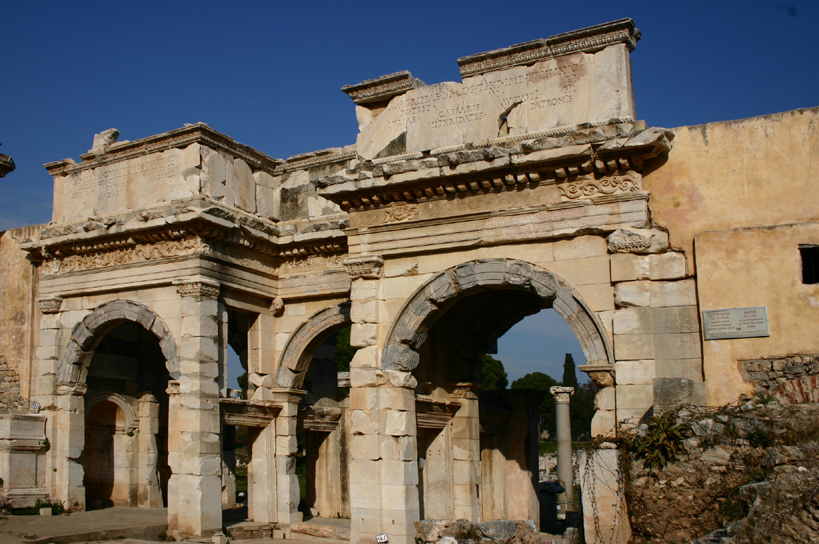
Cổng Augustus.

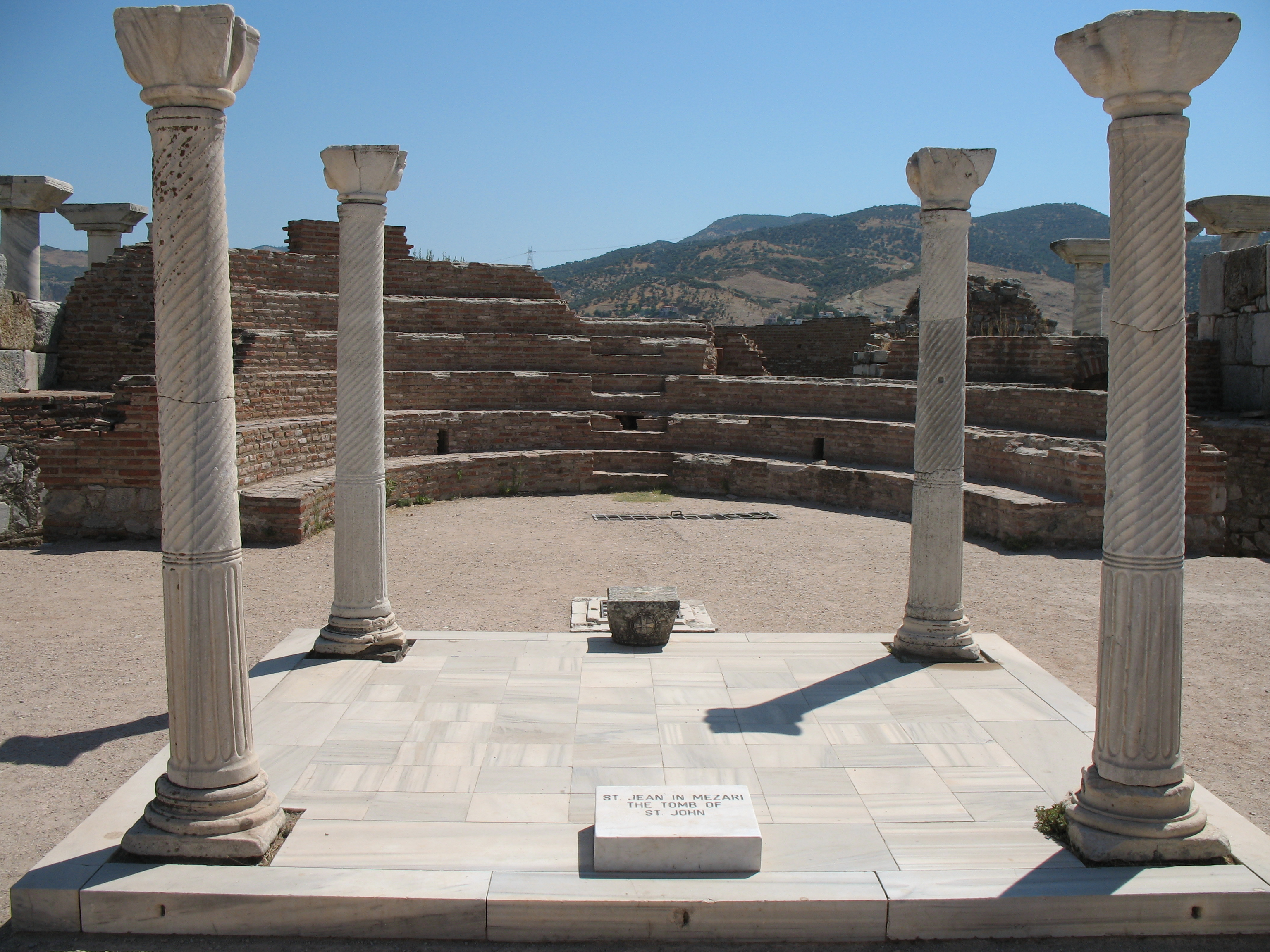
Ngôi mộ Gioan Tông đồ Thánh sử ở Vương cung thánh đường thánh Gioan.

Ephesus là nơi có rất nhiều di tích cổ La Mã ở phía đông Địa Trung Hải. Mới chỉ ước tính có khoảng 15% đã được khai quật. Các di tích hữu hình này cho ta một số ý tưởng về vẻ huy hoàng nguyên thủy của thành phố, và những cái tên gắn liền với các di tích gợi nhiều liên tưởng về sự tồn tại trước đây của chúng. Nhà hát lộ thiên vượt lên cảnh nhìn xuống đường bến cảng, dẫn đến bến cảng đã bị cát bùn phù sa bồi lên.
Thư viện Celsus - mà mặt tiền của nó đã được tái thiết lại một cách cẩn thận từ tất cả các mảng nguyên thủy - đã được xây dựng từ năm 125 sau Công nguyên để tưởng niệm Tiberius Julius Celsus Polemaeanus, một nhân vật Hy Lạp cổ đại, người từng là thống đốc La Mã ở tỉnh châu Á (năm 105-107) trong đế quốc La Mã. Celsus đã trả tiền cho việc xây dựng thư viện này bằng tài sản cá nhân của mình, và được chôn trong một cái quách bên dưới nền thư viện. Thư viện chủ yếu được xây dựng bởi con trai ông là Gaius Julius Aquila và đã từng chứa gần 12.000 cuộn sách. Được thiết kế với một lối vào quá lớn — theo nhiều nhà sử học suy đoán là để tăng cường kích thước nhận thức về nó — tòa nhà quay mặt về hướng đông để phòng đọc có thể tận dụng tối đa ánh sáng buổi sáng.
Vương cung thánh đường Thánh Gioan được xây dựng vào thế kỷ thứ 6 sau Công nguyên dưới triều hoàng đế Justinian I trên nơi được cho là của ngôi mộ của vị tông đồ này.
Đền Artemis, một trong bảy kỳ quan thế giới cổ đại, chỉ còn lại một cây cột không dễ thấy, được phát hiện trong cuộc khai quật khảo cổ của viện Bảo tàng Anh trong thập niên 1870. Một số mảnh vỡ của bức hoành phi (không đủ để hình dung ra hình dạng của bức hoành phi gốc) và các vật nhỏ tìm thấy khác, đã được lấy đi - một số mang sang Viện Bảo tàng Anh ở London và một số đến viện "Bảo tàng khảo cổ học" ở Istanbul.
Odeon là một nhà hát nhỏ có mái che được xây dựng bởi vợ chồng Vedius Antonius vào khoảng năm 150 sau Công nguyên. Đó là một phòng nhỏ để diễn kịch và trình diễn âm nhạc, có chỗ ngồi cho khoảng khoảng 1.500 người. Có 22 bậc cầu thang trong nhà hát. Phần trên của nhà hát được trang trí bằng những cây cột đá granite màu đỏ theo phong cách Corinthian. Các lối vào ở cả hai bên sân khấu chỉ một vài bước đi.
Đền Hadrian có từ thế kỷ thứ 2 sau Công nguyên nhưng đã trải qua các sửa chữa trong thế kỷ thứ 4 và đã được xây dựng lại từ các mảnh vỡ kiến trúc còn sót lại. Các bức tượng nổi ở các phần trên là tượng đúc, các tượng gốc nay được trưng bày tại nhà Bảo tàng khảo cổ Ephesus. Một số nhân vật được mô tả trong các bức tượng đúc nổi, trong đó có hoàng đế Theodosius I với vợ và người con trai cả. Ngôi đền được mô tả ở mặt sau của tờ tiền giấy 20 triệu lira năm 2001-2005 và trong tờ tiền giấy 20 lira mới năm 2005-2009
Đền Sebastoi (đôi khi cũng gọi là Đền Domitianus), được cung hiến cho triều đại Flavius, là một trong số những ngôi đền lớn nhất ở thành phố. Đền được dựng lên trên một mặt bằng giả 2 hàng cột (pseudodipteral) với 8 × 13 cột. Ngôi đền và tượng của nó là những di tích ít ỏi còn sót lại có liên quan tới Domitianus.
Nhà hát có sức chứa ước tính khoảng 24.000 chỗ ngồi được cho là một nhà hát lộ thiên lớn nhất ở thế giới cổ đại.
Ngôi mộ/Đài phun nước Pollio do Offilius Proculus dựng lên năm 97 sau Công nguyên để vinh danh C. Sextilius Pollio, người đã xây dựng các cống dẫn nước Marnas. Nó có một mặt tiền lõm.
Có hai quảng trường (agora), một dành cho việc buôn bán và một dành cho việc kinh doanh của nhà nước.

## Bảy người ngủ
Ephesus được cho là thành phố nơi có truyện bảy người ngủ. Câu chuyện về 7 người ngủ - những người được giáo hội Công giáo và Chính thống giáo coi là thánh - và câu chuyện này cũng được đề cập trong Kinh Qur'an, nói rằng họ đã bị bách hại vì niềm tin vào Thiên Chúa và họ ngủ trong một hang động gần Ephesus trong nhiều thế kỷ.

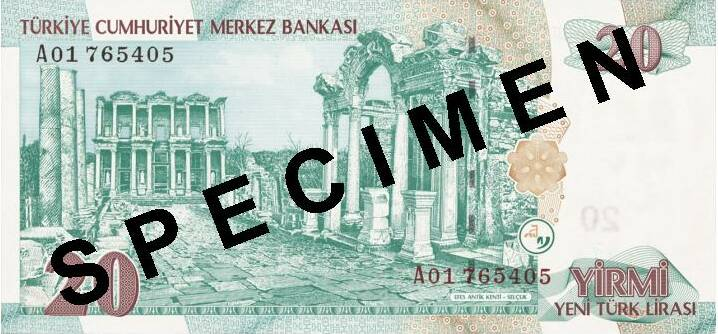
Hình ảnh Ephesus trên mặt sau của tờ tiền giấy mới 20 lira của Thổ Nhĩ Kỳ (năm 2005–2008)

## Khảo cổ
Lịch sử nghiên cứu khảo cổ ở Ephesus được tính từ năm 1863, khi kiến trúc sư người Anh John Turtle Wood - được viện Bảo tàng Anh tài trợ - bắt đầu tìm kiếm Đền Artemis. Năm 1869, ông phát hiện ra mặt lát của ngôi đền, nhưng vì những khám phá được mong đợi thêm nữa đã không xảy ra nên các cuộc khai quật dừng lại vào năm 1874. Năm 1895 nhà khảo cổ người Đức Otto Benndorf, được người Áo Karl Ritter von Mautner Markhof tài trợ 10.000 guilder - đã tái tục các cuộc khai quật. Năm 1898 Benndorf thành lập Viện Khảo cổ Áo, cơ quan đóng một vai trò hàng đầu trong việc khảo cổ ở Ephesus ngày nay.
Các di vật phát hiện từ Ephesus được trưng bày tại viện bảo tàng Ephesos ở Vienne, viện Bảo tàng khảo cổ Ephesus ở thị trấn Selçuk và trong viện Bảo tàng Anh.

## Các nhân vật nổi tiếng
- Heraclitus, triết gia[70]
- Zeuxis, họa sĩ (thế kỷ thứ 5 trước Công nguyên)
- Parrhasius, họa sĩ (thế kỷ thứ 5 trước Công nguyên)
- Agasias, nhà điêu khắc Hy Lạp (thế kỷ thứ 2 trước Công nguyên)
- Tiberius Julius Celsus Polemaeanus, người sáng lập thư viện Celsius (khoảng năm 45 sau CN –khoảng năm 120 sau CN)
- Manuel Philes, thi sĩ Byzantine (khoảng 1275 – 1345)